# Super-robots
Los Super-robots son robots ficticios del Universo DC Comics. Los robots se parecían a Superman en apariencia y habilidades.

## Historia

### Versiones de la Edad de Plata
Los robots de Superman desempeñaron un papel particularmente dominante a finales de los 50 y los 60 en los cómics de Superman, cuando a los lectores se les presentó por primera vez a Superman que poseía varios robots duplicados. Cada uno de estos robots poseía una fracción de los poderes del Hombre de Acero, y a veces se usaban para sustituirlo en misiones (como aquellas en las que estaba presente la Kryptonita) o con el propósito de proteger su identidad secreta (con ese fin, Superman también poseía un pocos robots Clark Kent). Un robot de Superman notable se llamó Ajax, también conocido como Wonder Man. Otros robots de Superman tenían otros nombres, incluidos Robot Z, Robot X-3, y MacDuff.
La idea de los robots de Superman también se extendió a las historias de Superboy de la época, donde se reveló que Superboy también poseía duplicados de robots de sí mismo (tanto como Superboy como Clark Kent). Casi todos estos robots fueron desactivados o convertidos en robots de tamaño adulto cuando Superboy creció y se convirtió en Superman. También había robots Supergirl y Linda Lee para que el primo adolescente de Superman pudiera ser un héroe y, al mismo tiempo, aparentemente estar en clase. Además, aunque no eran robots de Superman per se, Superman tenía otras máquinas que podían pasar por humanos. Por ejemplo, en una historia de Superman de 1960, "Mr. and Mrs Crandall" adoptan al hijo pequeño Bizarro de aspecto humano que había entrado en el orfanato de Midvale. Los Crandall eran en realidad robots que solo pretendían adoptar al bebé para que su maestro Superman pudiera hacerse cargo de la custodia del niño.
A principios de la década de 1970, los cómics de Superman abandonaron en gran medida el uso de robots de Superman como parte de un cambio en el tono y estilo de escritura de los libros; la excusa dada en los cómics fue que los niveles de contaminación de la Tierra y la radiación artificial habían inutilizado los robots de Superman.

### Versiones de la Edad Moderna
La noción de robots de Superman se reintrodujo para la continuidad del cómic post-Crisis en una historia de finales de la década de 1990. Durante el período en el que Superman (bajo el control de Dominus) sintió que debía vigilar toda la tierra, las 24 horas del día, los 7 días de la semana, construyó un ejército de robots de Superman (creados a su propia imagen, todos con el famoso escudo "S" pero con variaciones del disfraz rojo, azul y amarillo). Sin embargo, a diferencia de los robots Superman anteriores a la crisis, estos autómatas no eran androides realistas capaces de pasar por el Superman real, sino que eran obviamente mecánicos, con cuerpos metálicos que no poseían piel artificial. Los poderes de estos modernos robots de Superman incluían superfuerza, vuelo y visión de calor, pero eran inferiores a los propios poderes de Superman. A los robots de Superman también se les dio un pequeño grado de sensibilidad, convirtiendo a cada uno en un agente autónomo del Hombre de Acero. Su trabajo era proteger a la humanidad (agresivamente si era necesario) y atender crisis más allá de Superman.
Una vez que Dominus fue derrotado, Superman destruyó la mayoría de los robots. Un robot en particular (programado para proteger a Lois) fue particularmente difícil de eliminar.
En Superman (vol. 2) # 170, Jeph Loeb escribió una historia en la que, al defender a Lois Lane de una muerte segura, Krypto casi mata a Mongul arrancándole la garganta. Creyendo que Krypto era demasiado peligroso para tenerlo cerca, Superman lo confinó a la Fortaleza de la Soledad. Un robot de Superman apodado "Ned", presumiblemente el mismo programado para proteger a Lois, fue empleado como cuidador de Krypto. El robot estaba programado para emitir el olor de Superman de vez en cuando para mantener feliz a Krypto.
En una historia posterior, Brainiac 8 revivió y aumentó el poder de un robot Superman olvidado. El robot atacó a los Jóvenes Titanes, matando a Troia y Omen antes de ser derrotado.

## Otras versiones
En Superman: hijo rojo, los robots de Superman son en realidad ciudadanos soviéticos lobotomizados y equipados con implantes cibernéticos como castigo por hablar o actuar contra el régimen soviético (es decir, Pytor Roslov y los Batmen).
En All-Star Superman de Grant Morrison, se ve a una liga de robots Superman operando varios equipos en la Fortaleza de la Soledad de Superman. Hacia el final de la serie, la mayoría de estos robots se sacrifican por ayudar a Superman en una batalla con Solaris el Sol Tirano. Los robots tienen una apariencia robótica más obvia, con capas azules y la insignia amarilla y roja en la "S" transpuesta.
En la miniserie Tangent: Superman's Reign, la fortaleza del Superman de ese mundo está protegida por robots insectoides de aspecto temible. Durante un intento de robo, un héroe hace un comentario sobre los "robots de Superman".

## En otros medios

### Televisión
- En el episodio "Legacy" de Superman: la serie animada, Kara usó y controla un robot Superman y un robot Clark Kent después de su desaparición (en realidad, secuestrado y lavado de cerebro por Darkseid). Sin embargo, Lex Luthor sabía desde hace algún tiempo que Superman era un robot.
- En el episodio de la Liga de la Justicia, "Un mundo mejor", se muestra que la Tierra alternativa de los "Amos de la Justicia" tiene su propia versión de Arkham Asylum, poblada por varios miembros de la galería de villanos de Batman. Todos los presos han sido lobotomizados por el Superman de ese mundo, y un contingente de robots Superman se ocupa de las hostilidades. Están vestidos igual que el Superman de ese mundo, con un esquema de color negro, blanco y rojo. Cuando la "buena" Mujer Maravilla no da la contraseña correcta, un Joker lobotomizado activa una alarma y varios robots luchan contra los miembros de la Liga presentes.
- En el episodio de Legión de Súper-Héroes, "Message in a Bottle", un robot Superman dañado fue visto en la Fortaleza de la Soledad abandonada, parecido al Cyborg Superman.
- En un episodio de la serie animada Krypto, el superperro, se pintó una construcción kryptoniana llamada "Dogbot" para que se pareciera a Krypto, y, como "Superdogbot", se completó con el objeto real durante un corto tiempo.
- Los robots de Superman aparecen en el episodio de Justice League Action, "Battle for the Bottled City". Aparecen como una de las defensas de la Fortaleza de la Soledad en el momento en que Brainiac planea recuperar la ciudad embotellada de Kandor que le fue arrebatada en "Plastic Man Saves the World". Brainiac logra destruir algunos de ellos. Un robot de Superman fue piloteado por Atom para luchar y derrotar a Brainiac.

### Película
- En Superman: Doomsday, un robot de Superman (con la voz de Tom Kenny) ocupa un lugar destacado en la trama.[16]El robot Superman tiene un diseño muy mecánico, el único parecido con Superman es el logo "S" en su pecho. El robot se ve al comienzo de la película, manteniendo la Fortaleza de la Soledad y proporcionando a Superman y Lois información sobre "Doomsday". Después de la aparente muerte de Superman, el robot rescata el cuerpo en coma de Superman del edificio de Lex Luthor y lo lleva de regreso a la Fortaleza para cuidarlo hasta que recupere la salud. El robot se conoce simplemente como "El Robot" y desempeña un papel similar al Erradicador.
- En All-Star Superman, basado en la aclamada historia de Grant Morrison, los Robots cumplen el mismo papel que en los libros, excepto que una de las diferencias es que los robots tienen sus números en sus símbolos, en lugar de la habitual Superman "S".
- En Superman vs. The Elite, se ve a los robots trabajando en la Fortaleza de la Soledad, transportando a Lois y ayudando a Superman en la artimaña durante la batalla final.

### Videojuegos
- En el videojuego Injustice: Dioses entre nosotros, los robots aparecen en el final de Cyborg. Después de derrotar al Superman del Régimen, Cyborg descubre una forma de cargar y controlar a los robots para combatir a las fuerzas del Régimen Único de la Tierra.